# Pomoravlje (région)
 (signalé en juillet 2025).
Si vous disposez d'ouvrages ou d'articles de référence ou si vous connaissez des sites web de qualité traitant du thème abordé ici, merci de compléter l'article en donnant les références utiles à sa vérifiabilité et en les liant à la section « Notes et références ».
- Archive Wikiwix
- Bing
- Cairn
- DuckDuckGo
- E. Universalis
- Gallica
- Google
- G. Books
- G. News
- G. Scholar
- Persée
- Qwant
- (zh) Baidu
- (ru) Yandex
- (wd) trouver des œuvres sur Wikidata

Pour les articles homonymes, voir Pomoravlje.
Pomoravlje, en serbe cyrillique Поморавље est le nom que porte en Serbie le bassin de la Morava.

## Histoire
Entre 1918 et 1922, le district de la Morava, avec comme chef-lieu la ville de Ćuprija, était un des districts du royaume des Serbes, Croates et Slovènes. Ce district s'étendait sur le territoire de l'actuel district de Pomoravlje en Serbie. Entre 1922 et 1929 exista au même endroit l'oblast de la Morava, toujours administré depuis Ćuprija. Entre 1929 et 1941, une vaste province du royaume de Yougoslavie, connue sous le nom de banovine de la Morava exista dans la région, avec comme capitale la ville de Niš ; cette Banovine de la Morava comprenait le sud-est de l'actuelle Serbie centrale, aussi bien que le nord-est du Kosovo.
Aujourd'hui, un des districts de Serbie porte le nom de district de Pomoravlje. Il a comme chef-lieu la ville de Jagodina.

## Villes principales

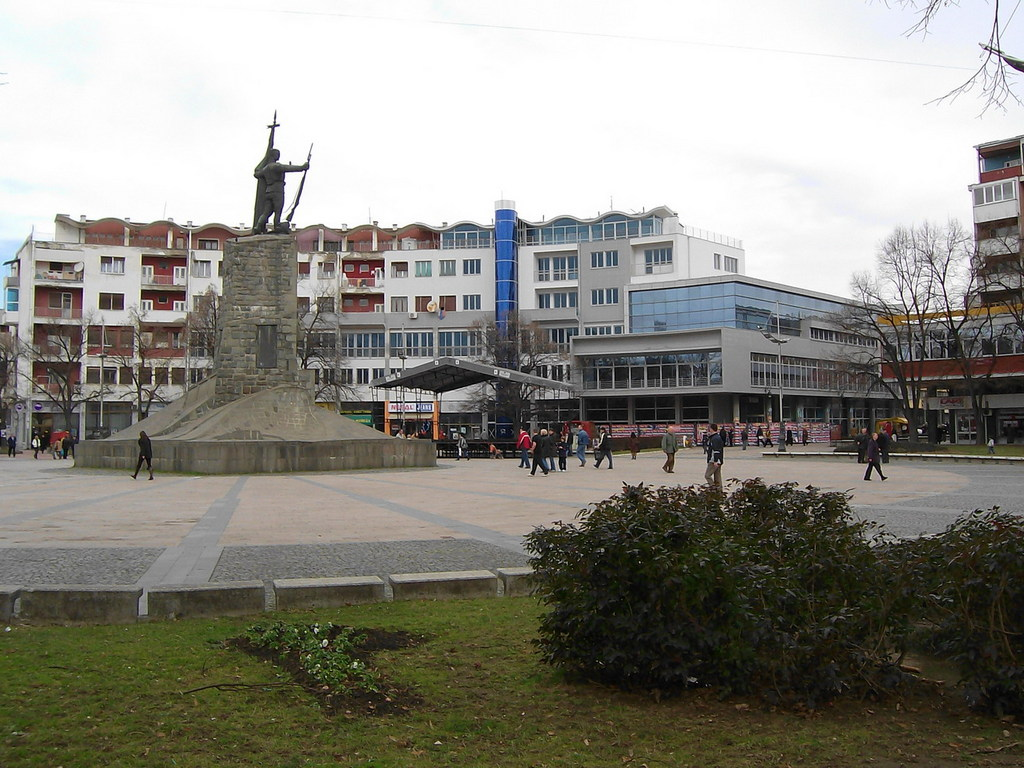
Kraljevo

- Čačak
- Kraljevo
- Trstenik
- Kruševac
- Gnjilane
- Bujanovac
- Vranje
- Vladičin Han
- Leskovac
- Niš
- Aleksinac
- Paraćin
- Ćuprija
- Jagodina
- Svilajnac
- Velika Plana
- Požarevac
- Smederevo